# 宫廷广场 (柏林)
宫廷广场（德语：Schloßplatz）是德国首都柏林的一个广场，位于博物馆岛，长225米，宽175米。其西是宫桥，通菩提树下大街以及勃兰登堡门，向东沿卡尔李卜克内西大街则通向亚历山大广场。
此处原为柏林宫旧址，1950年，东德拆毁其残余部分，并更名为“马克思-恩格斯广场”，周围兴建共和国宫（议会）和外交部大楼。共和国宫建在柏林宫旧址上。

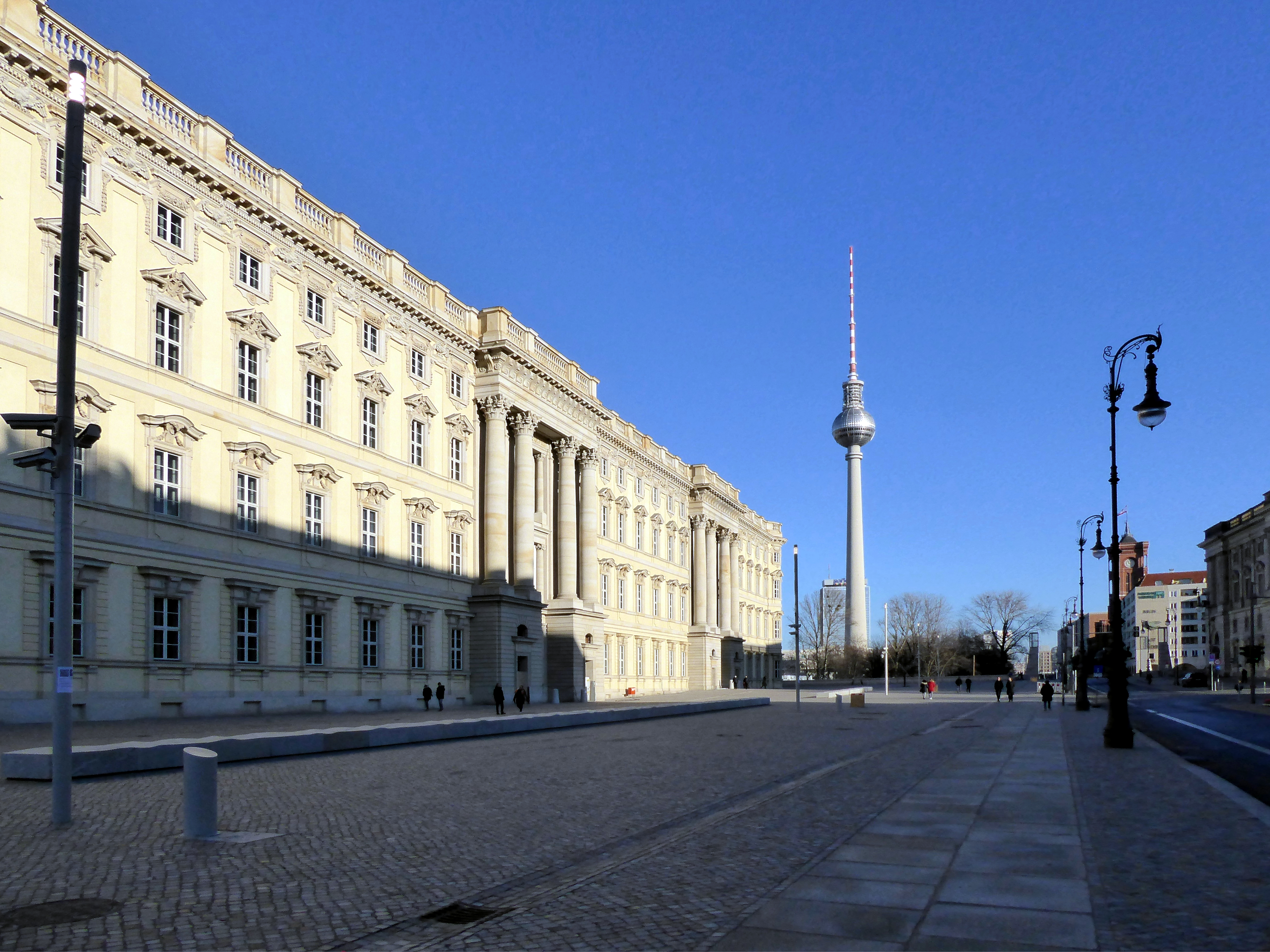
重建的伯林宮與宮廷廣場 (2020)

1990年两德统一后，1994年广场恢复原名。2006年2月至2008年拆除共和国宫，2013年重建柏林宫，作为洪堡论坛的馆址，外观大体保持原貌，而内部采用现代设计，并于2020年完工。

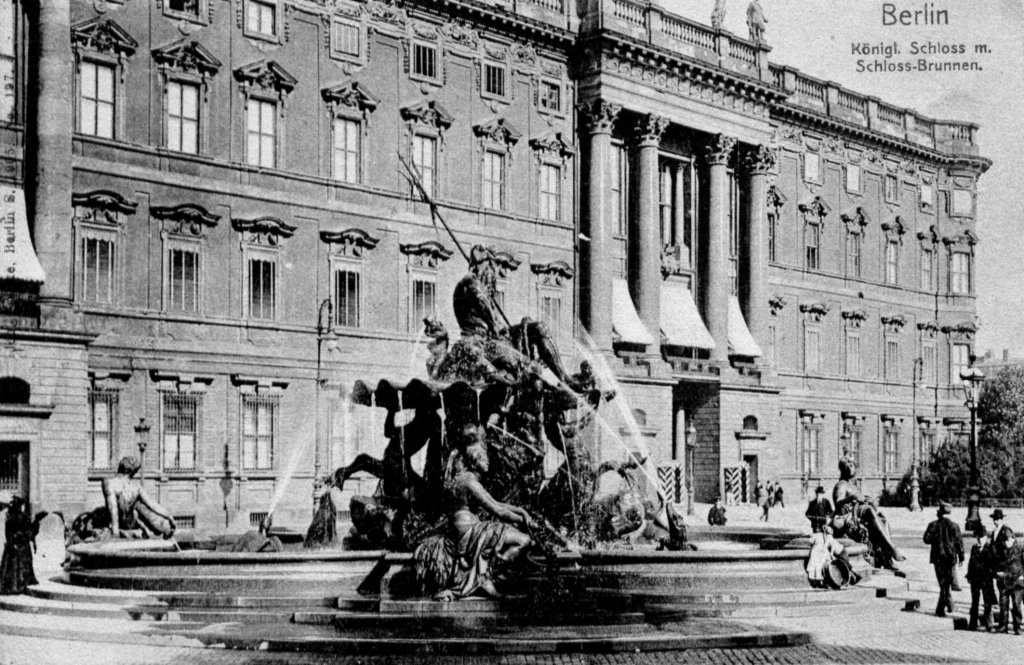
柏林宫與宮庭廣場 (1905年)